# Teufenbach-Katsch
Teufenbach-Katsch è un comune austriaco di 1 857 abitanti nel distretto di Murau, in Stiria. È stato creato il 1º gennaio 2015 dalla fusione dei precedenti comuni di Frojach-Katsch e Teufenbach; capoluogo comunale è Teufenbach.